# That's What You Get
That's What You Get è un singolo dei Paramore, il quarto e ultimo estratto dal loro secondo album Riot!, pubblicato il 22 maggio 2008.

## Descrizione
Il brano è stato scritto dalla cantante Hayley Williams, il chitarrista Josh Farro e Taylor York, all'epoca non ancora nel gruppo. Parlando del brano, Farro ha detto:
(Josh Farro a UltimareGuitar.com)
Rispetto agli altri brani dell'album, dal suono più potente e rude, That's What You Get ha una melodia più accattivante e più vicina al pop rock.

## Video musicale
Il video, diretto da Marcos Siega, è stato girato il 2 e il 3 marzo 2008 a Nashville, Tennessee.

## Tracce
CD (prima versione)
1. That's What You Get – 3:40

CD (seconda versione), EP digitale
1. That's What You Get – 3:40
2. Misery Business (Live in Astoria) – 3:47
3. For a Pessimist, I'm Pretty Optimistic (Live from London) – 3:59

## Formazione
- Hayley Williams – voce
- Josh Farro – chitarra, voce secondaria
- Jeremy Davis – basso, cori
- Zac Farro – batteria, percussioni, cori

## Classifiche
| Classifica (2008)         | Posizione massima |
| ------------------------- | ----------------- |
| Brasile                   | 6                 |
| Canada                    | 92                |
| Nuova Zelanda             | 35                |
| Portogallo                | 33                |
| Regno Unito               | 55                |
| Stati Uniti               | 66                |
| Stati Uniti (alternative) | 36                |
| Stati Uniti (digital)     | 63                |
| Stati Uniti (pop)         | 18                |
| Stati Uniti (radio)       | 68                |